# Театр зверей
Театр зверей  — это музыкально-развлекательная программа с участием дрессированных  животных , по форме может быть концертной, цирковой программой, а также театрализированным действом.
К таким театрам относятся :
- Театр зверей имени Дурова [5]
- «Театр кошек» Юрия Куклачева [6]
- Московский иллюзионный театр зверей и птиц «Артемон» [7]
- Программа зверей в Московском цирке на Цветном бульваре[8]
- Театр зверей был создан также и в корейском зоопарке, представившим публике два зрелищных представления: «Крокодилий театр» и «Львиный театр» [9].

а также дельфинарии:
- Дельфинарий Московского зоопарка
- Москвариум — центр океанографии и морской биологии
- «Утришский дельфинарий» [10]
- Севастопольский дельфинарий в Казачьей бухте (бывший Научно-исследовательский центр «Государственный океанариум» Вооруженных Сил Украины)[11]
- Севастопольский дельфинарий в Арт-бухте[12]
- «Немо» — одесский городской дельфинарий [13]
- "Киевский дельфинарий «Немо» [14]